# Friedrich Spee
Friedrich Spee von Langenfeld (25. února 1591 v Kaiserswerthu u Düsseldorfu – 7. srpna 1635 v Trevíru) byl německý jezuita, duchovní lyrik raného baroka, duchovní spisovatel a morální teolog, který rozhodujícím způsobem přispěl k ukončení honů na čarodějnice.

## Život
Friedrich Spee se narodil v šlechtické rodině vysokého městského úředníka v Kolíně nad Rýnem. Dostalo se mu dobrého vzdělání a roku 1610 proti vůli svých rodičů vstoupil do noviciátu jezuitů v Trevíru. Kvůli moru byl přeložen do Fuldy, kde také složil řeholní sliby. Po tříletém studiu filosofie ve Würzburgu absolvoval dvouleté teologické studium v Míšni. Po kněžském svěcení a zakončení studia začal vyučovat na jezuitské univerzitě v Paderbornu.

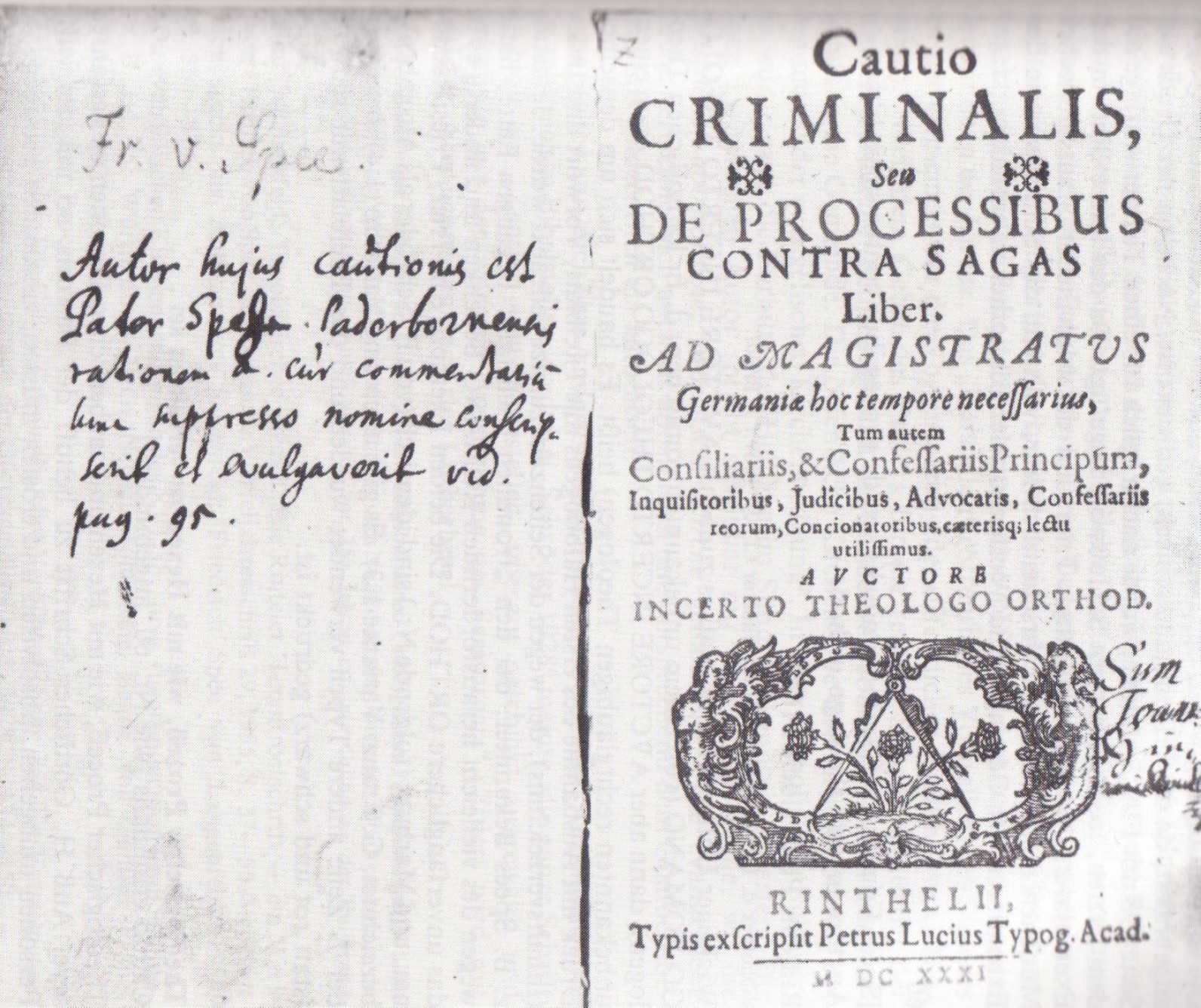
Friedrich Spee: Cautio Criminalis, Rinteln 1631

Roku 1628 dostal za úkol účastnit se katolické reformace v Peine. Sociálně se zde angažoval, avšak přesto narazil na odpor a v dubnu 1629 byl na něj spáchán atentát, při němž byl nebezpečně raněn. Později se věnoval výuce morální teologie v Paderbornu.
Během běsnících honů na čarodějnice sloužil domnělým čarodějnicím jako zpovědník. Odmítal čarodějnické procesy a v květnu 1631 proti nim anonymně vydal pojednání Cautio criminalis. Jeho autorství však nezůstalo utajeno a za trest byl dočasně propuštěn z jezuitského řádu. Druhé vydání Cautio (1632) však zřejmě bylo vydáno z podnětu provinciála jezuitů. Pro silnou kritiku svého spisu byl poslán jako profesor kazuistiky a zpovědník uvězněných a nemocných do Trevíru, později byl však rehabilitován.
Nakazil se při ošetřování zraněných vojáků nakažených morem a 7. srpna 1635 zemřel v Trevíru ve věku 44 let. Byl pohřben v kryptě zdejšího jezuitského kostela.

## Dílo

### Cautio criminalis
V době, kdy hony na čarodějnice běsnily v největší míře, se Friedrich Spee odvážil postavit se jim ve svých přednáškách a v knize Cautio criminalis, seu de processibus contra Sagas Liber. Argumentoval tím, že člověk nařčený z jakéhokoli sebevíce vykonstruovaného zločinu se při mučení nejspíš přizná, a tak bude nespravedlivě odsouzen. Jako zpovědník mnoha obětí čarodějnických procesů byl přesvědčen o jejich nevině a věděl o ukrutnostech čarodějnických procesů. Cautio criminalis bylo přeloženo do mnoha jazyků a vybroušenou argumentací a rétorikou nakonec pomohlo ukončit tyto procesy. Kniha se stala také pro římskou inkvizici důležitým argumentem, proč pronásledování domnělých čarodějnic ukončit. V knize Spee položil některé ze zásad moderního evropského práva, např. „nelze odsoudit toho, jehož vina není bezpečně prokázána“.

### Lyrika a duchovní spisy

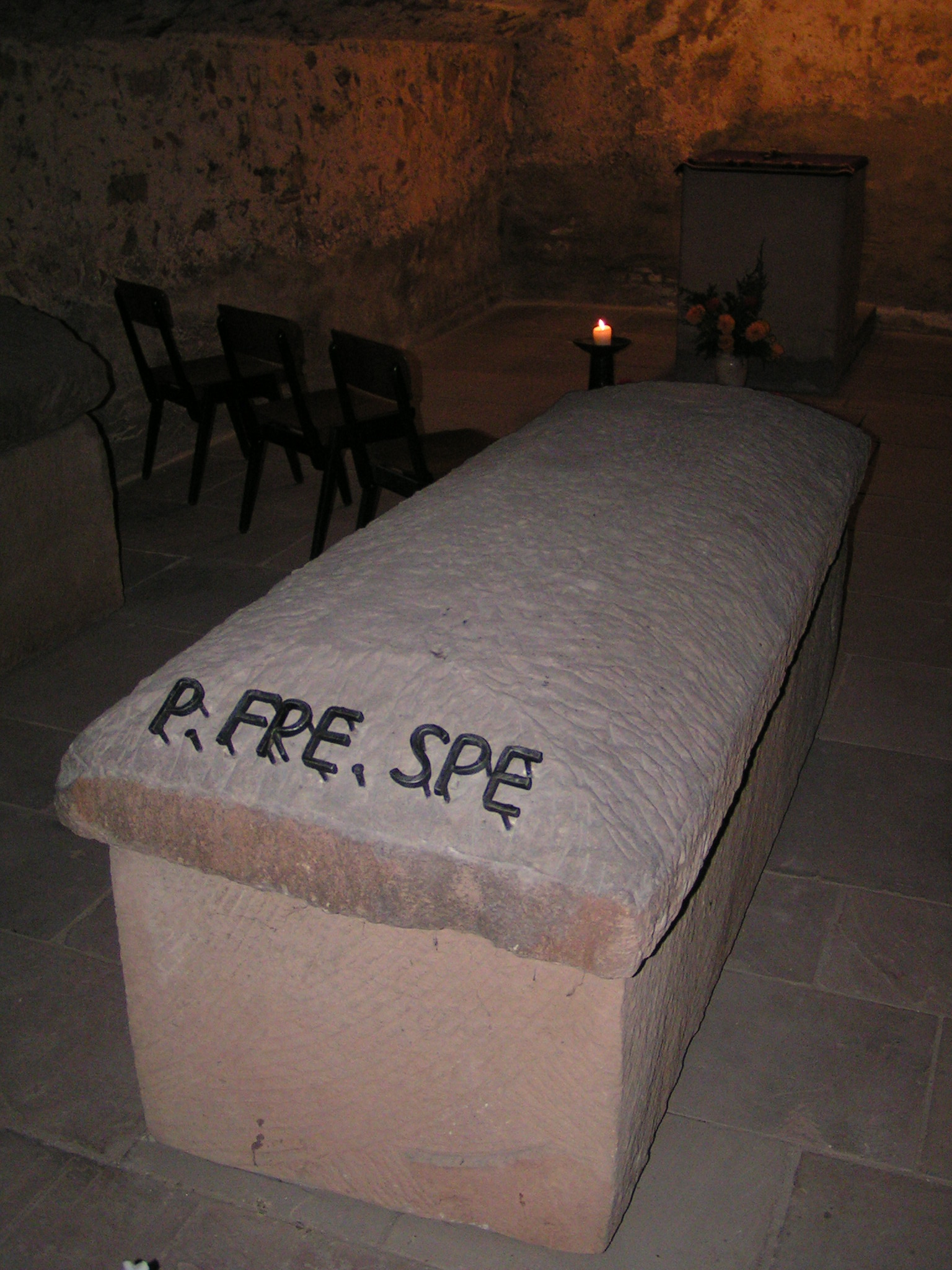
Hrobka v Trevíru (Jesuitenkirche)

Speeovo hlavní lyrické dílo je sbírka duchovních písní Trutznachtigall (Vzdoroslavík). Spee se v ní ukazuje jako vynikající a originální barokní básník. Kniha se stala vzorem přední lyrické sbírky českého baroka, Zdoroslavíčka jezuity Felixe Kadlinského. Dále je Spee autorem mnoha kostelních písní, které lze dodnes nalézt v kancionálech různých křesťanských církví.
Na žádost představené jednoho řeholního společenství složil Friedrich Spee pomůcku k modlitbě a rozjímání na každý týden roku Güldenes Tugend-Buch (Zlatá kniha ctnosti). Nejedná se pouze o zbožné texty, ale o návody k jednání, které mají vyrůstat ze tří božských ctností - víry, naděje a lásky. Tuto knihu si zvlášť oblíbil Gottfried Wilhelm von Leibniz, který sepsal předmluvu k jejímu francouzskému vydání.